# Улица Желябова (Павловск)
Улица Желя́бова — улица в городе Павловске (Пушкинский район Санкт-Петербурга). Проходит от улицы Красного Курсанта до улицы Декабристов.
Первоначальное название — Уче́бный переулок — известно с 1840 года. Происхождение топонима не установлено.
Примерно в 1952 году переулок переименовали в улицу Желябова — в честь А. И. Желябова, готовившего убийство Александра II.

## Перекрёстки
- улица Красного Курсанта
- улица Горького
- улица Декабристов